# Тютчев, Захарий
Заха́рий Тю́тчев (Ту́тчев, ок. 1360-1400) — первый из известных представителей рода Тютчевых, предок поэта Фёдора Тютчева. Известен только по «Сказанию о Мамаевом побоище» и устному преданию "Про Мамая безбожного", записанному в 1830-х годах на русском Севере, в Архангельской области.
В 1380 был отправлен великим князем Дмитрием Иоанновичем в качестве посланника к Мамаю. По пути успел разведать стратегически важную информацию о союзе русских князей с Мамаем. Как об этом говорится в «Сказании о Мамаевом побоище»:
Князь же великий Дмитрий Иванович послал к нечестивому царю Мамаю избранного своего юношу, по имени Захарий Тютчев, испытанного разумом и смыслом, дав ему много золота и двух переводчиков, знающих татарский язык. Захарий же, дойдя до земли Рязанской и узнав, что Олег Рязанский и Ольгерд Литовский присоединились к поганому царю Мамаю, послал быстро вестника скрытно к великому князю.
Мамаем Тютчев был встречен крайне недружелюбно, но всё же сумел наладить диалог с ханом, который предложил русскому посланнику сотрудничество и даже должность ханского наместника на Руси. Давая уклончивые ответы, Тютчев проявил дипломатическую гибкость и сумел вернуться живым из опасного посольства.